# 雷德希爾鎮區 (阿肯色州沃希托縣)
雷德希爾鎮區（英語：Red Hill Township）是位於美國阿肯色州沃希托縣的一個行政鎮區。

## 地方資料
雷德希爾鎮區的面積為147.18平方千米，當中陸地面積為140.73平方千米，而水域面積為6.45平方千米。根據2010年美國人口普查的數據，當地共有人口790人，而人口密度為每平方千米5.37人。